# In Praise of the Vulnerable Man
«In Praise of the Vulnerable Man» es una canción de Alanis Morissette escrita y compuesta por ella junto a Guy Sigsworth, perteneciente a su séptimo álbum de estudio Flavors of Entanglement de 2008.
La canción fue lanzada como el segundo sencillo del álbum a nivel internacional, el 15 de agosto en el Reino Unido y el 17 de agosto en el resto de Europa.
La canción no logró entrar en las distintas listas europeas debido a la escasa promoción que recibió.

## Lista de canciones
Todas las canciones escritas y compuestas por Morissette, Sigsworth. 
| Digital download, bundle 1 |                                   |          |  |
| N.º                        | Título                            | Duración |  |
| 1.                         | «In Praise of the Vulnerable Man» | 4:07     |  |
| 2.                         | «Break»                           | 3:09     |  |

Todas las canciones escritas y compuestas por Morissette, Sigsworth. 
| Digital download, bundle 2 |                                    |          |  |
| N.º                        | Título                             | Duración |  |
| 1.                         | «In Praise of the Vulnerable Man»  | 4:09     |  |
| 2.                         | «Underneath» (John Dahlbäck remix) | 6:37     |  |